# Antoni Gref
Antoni Gref (ur. 13 czerwca 1942 w Sudragach, zm. 20 marca 2021 w Poznaniu) – polski dyrygent, kompozytor i  fagocista.

## Życiorys
Studiował w Państwowej Wyższej Szkole Muzycznej w Poznaniu, w 1971 roku ukończył klasę fagotu u Józefa Witkowskiego oraz kompozycji u Andrzeja Koszewskiego, a w 1979 – klasę dyrygentury Stefana Stuligrosza.
Pracował jako organista w kościele wszystkich Świętych w Poznaniu (jego poprzednikiem był tam Stefan Stuligrosz). Od 1965 roku był fagocistą w Teatrze Wielkim im. Stanisława Moniuszki w Poznaniu. Od 1973 roku pracował na Państwowej Wyższej Szkole Muzycznej w Poznaniu, wykładał tam dyrygenturę operową, harmonię, improwizację fortepianową, instrumentację, propedeutykę kompozycji. W latach 1990–1993 pełnił funkcję dziekana Wydziału Wokalno-Aktorskiego.
W 1976 roku niespodziewanie zadebiutował jako dyrygent, zastępując niedysponowanego Jana Kulaszewicza w musicalu "Człowiek z La Manchy" w Teatrze Wielkim w Poznaniu. Został potem asystentem dyrygenta Mieczysława Dondajewskiego, a następnie dyrygentem i kierownikiem orkiestry. Komponował utwory orkiestrowe i chóralne, m.in. "Koncert na fagot i orkiestrę", "Alienację na puzon i orkiestrę".
Syn Antoniego Grefa, Aleksander Gref, jest również muzykiem i dyrygentem.

## Wyróżnienia i nagrody
- Odznaka Honorowa Miasta Poznania (1979)
- Odznaka „Zasłużony Działacz Kultury” (1980)
- Złoty Krzyż Zasługi (1984)
- Krzyż Kawalerski Orderu „Polonia Restituta” (2005)
- Odznaka honorowa „Zasłużony dla Kultury Polskiej” (2008).